# Parallel eccentricities
Parallel eccentricities is het debuutalbum van Nathan Mahl. Het bleef lange tijd ook het enige muziekalbum van de band, die steeds weer opleefde en weer uitdoofde. Het album bleef overal onder de radar, totdat de leider Guy LeBlanc toetrad tot Camel. Fans zochten naar eerder werk van hem in de vorm van dit album, maar dat was toen al lang uit de handel. In 1997 bracht de groep het zelf weer uit om aan de vraag te voldoen. Het album werd opgenomen in de Ambience Recorders te Ottawa. Heruitgave vond plaats op een CD-ROM, waarbij de tracks werden aangevuld met een filmpje over de geschiedenis van de band. De muziek is een kruising tussen progressieve rock en fusion

## Musici
- Mark Spénard – gitaar, zang
- Don Prince – basgitaar, zang
- Dan Lacasse – drumstel, achtergrondzang
- Guy LeBlanc – toetsinstrumenten, zang

## Muziek
| Nr. | Titel                                 | Duur |
| --- | ------------------------------------- | ---- |
| 1.  | Moral values (part 1) (LeBlanc)       | 6:35 |
| 2.  | Slow burn (LeBlanc)                   | 6:32 |
| 3.  | Orgasmik out-burst (part 3) (LeBlanc) | 5:15 |
| 4.  | Schizophrenia (LeBlanc, Prince)       | 5:13 |
| 5.  | No vacancy (LeBlanc)                  | 5:46 |